# The Butcher Sisters
The Butcher Sisters (auch TBS genannt) sind eine 2011 in Mannheim gegründete Band, die musikalisch zwischen Deutschrap, Metal und Beatdown Hardcore einzuordnen ist.

## Geschichte
Die Band wurde 2011 von David Schneider, Manuel Renner und Alexander Bechtel in Mannheim gegründet. 2013 erschien ihre selbstbetitelte EP im Eigenvertrieb. Kurze Zeit später erhielten sie einen Plattenvertrag bei Bleeding Nose Records. Die Band erzielte erste Erfolge und fing an bundesweit zu touren. Am 28. Oktober 2016 veröffentlichte die Band ihr Debütalbum Respekt und Robustheit, welches für den Durchbruch der Band sorgte. Zwei Jahre später, im Jahr 2018, erschien die EP 68 Undercover, welche Coverversionen diverser Künstler wie Toni D, K.I.Z, Haftbefehl, Marteria und Pol1Z1Stens0Hn (aka Jan Böhmermann) beinhaltet.
Im darauf folgenden Jahr wurde ihr zweites Album Alpha & Opfah veröffentlicht. The Butcher Sisters sind als Feature bei dem Song Path of Destiny von der Metal-Band Equilibrium zu hören, welches auf dem Album Renegades zu finden ist. 2024 unterzeichneten The Butcher Sisters mit der Veröffentlichung der Single Sonnenbrille einen Vertrag bei Arising Empire. Als Vorband von Alligatoah und auf Festivals spielte die Band im gleichen Jahr vor zunehmend größerem Publikum.
Ihr drittes Album Das weiße Album erschien bei Arising Empire am 17. Januar 2025 und wird von einer Release Tour begleitet.

## Diskografie

### Studioalben
- 2016: Respekt und Robustheit
- 2019: Alpha & Opfah
- 2025: Das weiße Album

### EPs
- 2013: The Butcher Sisters
- 2018: 68 Undercover

### Singles
- 2019: Klick Klack
- 2019: Banana
- 2019: Alpha & Opfah
- 2019: Cruisen
- 2020: Dosenbier
- 2021: Uga Uga Bam Bam
- 2022: Drei Streifen
- 2022: Reiner
- 2022: Mein Stern
- 2023: Baggersee
- 2023: Bauchtasche
- 2024: Sonnenbrille
- 2024: Bierdurst (mit Mehnersmoos)
- 2024: Freitag (feat. Alligatoah)
- 2024: Bauch Beine Po (mit Kalle Koschinski)
- 2024: Der Nudelsong (mit King Nugget Gang)
- 2024: TK Pizza
- 2024: Aperol
- 2025: Drachentöter (mit Equilibrium)
- 2025: White Monster
- 2025: Herr Dokter
- 2025: Rot Weiss (mit 257ers)
- 2025: Wacken (feat. Doro)